# دنیل گارنرو
دنیل گارنرو (انگلیسی: Daniel Garnero؛ زادهٔ ۱ آوریل ۱۹۶۹) بازیکن فوتبال اهل آرژانتین است.
از باشگاه‌هایی که در آن بازی کرده‌است می‌توان به باشگاه اتلتیکو ایندپندینته اشاره کرد.